# Farornas ö (1930)
Farornas ö är en svensk dokumentärfilm från 1930 i regi av Sten Nordensköld och med foto av Ragnar Westfelt. Den spelades in maj–september 1929 på Färöarna och handlar om livet för ön Stóra Dímuns invånare.

### Fotnoter
1. ↑  ”Farornas ö”. Svensk Filmdatabas. http://sfi.se/sv/svensk-filmdatabas/Item/?itemid=3666&type=MOVIE&iv=Basic&ref=/templates/SwedishFilmSearchResult.aspx?id%3d1225%26epslanguage%3dsv%26searchword%3dfarornas+%C3%B6%26type%3dMovieTitle%26match%3dContain%26page%3d1%26prom%3dFalse. Läst 19 april 2013.